# Odynerus simillimus
Odynerus simillimus är en stekelart som beskrevs av Morawitz 1867. Odynerus simillimus ingår i släktet lergetingar, och familjen Eumenidae. Inga underarter finns listade i Catalogue of Life.